# 夏尔·费伦巴赫
夏尔·费伦巴赫（法語：Charles Fehrenbach，1914年4月29日—2008年1月9日），出生于斯特拉斯堡，法国天文学家，法国科学院院士。他曾是上普罗旺斯天文台的主任。
2008年1月9日，费伦巴赫在尼姆逝世。